# Confession of a Murder
Confession of a Murder (내가 살인범이다?, 내가 殺人犯이다?, Naega Salinbeom-idaLR; lett. "Io sono l'assassino") è un film del 2012 diretto da Jeong Byeong-gil ed interpretato da Jeong Jae-yeong e Park Si-hoo. La sceneggiatura del film è ispirata alla vicenda reale del serial killer coreano che tra il 1986 e il 1991 assassinò dieci donne a Hwasung.

## Trama
Antefatto: Choi Hyeong-gu è un detective incaricato del caso di un serial killer autore dell'omicidio di dieci donne tra il 1986 e il 1990 e sospettato del rapimento di un'altra donna. Con difficoltà Choi riesce quasi a catturare l'assassino, ma dopo una colluttazione tra i due l'assassino riesce a scappare, ferendo quasi a morte il detective e lasciandogli una profonda cicatrice a ricordare la sua fuga. Choi riesce comunque a sparare alla schiena dell'assassino.
Il film inizia quindici anni dopo, nel 2005, anno in cui scatta la prescrizione. L'ispettore Choi è ormai alcolizzato e perseguitato dai ricordi del fallimento del suo operato, quando riceve la telefonata di Jung Hyun-sik, parente di una delle vittime del serial killer, ma quando l'ispettore riesce a raggiungere l'uomo, questi si suicida gettandosi nel vuoto.
Due anni dopo, Choi sente al notiziario che un certo Lee Du-seok ha appena pubblicato un libro intitolato Io sono l'assassino, in cui si autoaccusa degli omicidi del serial killer, sfruttando il fatto che i reati sono ormai caduti in prescrizione. Nel libro sono minuziosamente descritti gli omicidi ed inoltre lo scrittore ha anche una profonda cicatrice sulla schiena da lui mostrata ed attribuita allo sparo della pistola di Choi. Il libro diventa un bestseller grazie al carisma dell'autore e alla sensazionalità del contenuto. Lee Du-seok va a fare visita alle famiglie delle vittime per chiedere perdono e incontra anche l'ispettore Choi, risvegliando in tutti loro vecchi rancori mai sopiti e soprattutto nell'ispettore si fa strada il forte sospetto che l'uomo sia in realtà un impostore.

## Distribuzione
In Italia il film è andato in onda in prima visione su Rai 4 il 19 maggio 2014.

## Accoglienza
Il film ha ricevuto critiche positive sui locali siti internet del settore e ha venduto 1,2 milioni di biglietti soltanto nel primo mese di programmazione. Malgrado fosse stato vietato ai minori di 18 anni, proprio nel diciottesimo giorno di programmazione ha raggiunto la cifra di due milioni di biglietti venduti. È stato distribuito in Giappone nel 2013.

## Riconoscimenti
2013 Baeksang Arts Awards
- Migliore sceneggiatura - Jeong Byeong-gil[7]

2013 Grand Bell Awards
- Miglior regista emergente - Jeong Byeong-gil
- Candidatura - Miglior attore emergente - Park Si-hoo